# Ochthera mantispa
Ochthera mantispa är en tvåvingeart som beskrevs av Friedrich Hermann Loew 1847. Ochthera mantispa ingår i släktet Ochthera och familjen vattenflugor.
Artens utbredningsområde är Grekland. Inga underarter finns listade i Catalogue of Life.